# Ан Вон-Сун
Ан Вон-Сун (1914, Хандауза, Приморская область — 28 августа 1976) — звеньевой колхоза имени Будённого Нижне-Чирчикского района Ташкентской области, Герой Социалистического Труда (1951).

## Биография
Родился в корейской деревне Хандауза Приморской области Приамурского края.
Работал в хозяйстве родителей в Сучанском районе. Потом — колхозник колхоза «Новый путь» Будённовского района Приморской области (1934—1936), секретарь сельсовета (1936—1937).
В 1937 году вместе со всеми депортирован в Нижне-Чирчикский район Ташкентской области, где переселенцы образовали свой колхоз, который назвали также, как на родине — имени Будённого (после укрупнения в 1962 году колхоз получил название «Заря Коммунизма»).
Трудился рядовым колхозником, культработником, завхозом, заведующим фермой, звеньевым, бригадиром, заготовителем в колхозе «Красный Восток» Нижне-Чирчикского района (1937—1947). В 1940 году вступил в ВКП(б). В 1948 году откомандирован на Дальний Восток для работы среди корейских рабочих Быстринского леспромхоза Нижне-Амурской области. В 1949 году возвратился в Узбекистан и продолжил трудиться в колхозе «Красный Восток». Потом работал звеньевым в колхозе имени Будённого Нижне-Чирчикского района (1950—1952).
В 1950 году бригада Ан Вон-Суна получила в среднем по 103,2 ц/га зеленцового стебля кенафа. Указом Президиума Верховного Совета СССР от 15 октября 1951 года удостоен звания Героя Социалистического Труда с вручением ордена Ленина и золотой медали «Серп и Молот».
В 1952 году окончил девять классов средней школы. В 1952—1953 годах — завхоз средней школы имени Ушинского Нижне-Чирчикского района. Техник по борьбе с вредителями, бригадир в колхозе «Узбекистан» Верхне-Чирчикского района (1954—1957). Потом — помощник бригадира в колхозе «25 лет Узбекистана» (1957—1958), бригадир, заведующий участком в колхозе «Узбекистан» (1958—1976). 
В 1962—1964 слушатель двухгодичного Общественного университета сельскохозяйственных знаний по специальности «лубоводство» (выращивание лубяных культур) (г. Чирчик).
Умер в 1976 году.
Награды
- Герой Социалистического Труда
- Орден Ленина
- Медаль «За трудовую доблесть» (1951)
- Медаль «За доблестный труд в Великой Отечественной войне 1941—1945 гг.»